# Isla Charcot
La isla Charcot es una isla de la Antártida, de unos 50 km de largo por 40 km de ancho. Está cubierta por el hielo, excepto las montañas más prominentes de la costa norte. Se ubica a unos 90 km al oeste de la isla Alejandro I, de la separa el estrecho Wilkins. 
Fue descubierta el 11 de enero de 1910 por la Expedición Francesa Antártica bajo la dirección del doctor Jean-Baptiste Charcot, quien, por la insistencia de su tripulación y bajo la recomendación de Edwin Swift Balch y otros, la nombró como Tierra de Charcot, con la intención de honrar a su padre, el doctor Jean-Martin Charcot, un médico francés. 
La insularidad de la Tierra de Charcot fue demostrada por Sir George Hubert Wilkins, quién voló alrededor de ella el 29 de diciembre de 1929.

## Reclamaciones territoriales
Chile incluye a la isla en la comuna Antártica de la provincia Antártica Chilena dentro de la Región de Magallanes y de la Antártica Chilena. Para el Reino Unido integra el Territorio Antártico Británico, pero ambas reclamaciones están sujetas a las disposiciones del Tratado Antártico.
Nomenclatura de los países reclamantes: 
- Chile: isla Charcot
- Reino Unido: Charcot Island